# Poecilopholis cameronensis
Poecilopholis cameronensis – gatunek węża z podrodziny aparalakt (Aparallactinae) w rodzinie gleboryjcowatych (Atractaspididae); jedyny przedstawiciel rodzaju Poecilopholis. Występuje w Kamerunie i Gwinei Równikowej.